# Puccinellia grossheimiana
Puccinellia grossheimiana är en gräsart som beskrevs av Lev Melkhisedekovich Kreczetowicz. Puccinellia grossheimiana ingår i släktet saltgrässläktet, och familjen gräs. Inga underarter finns listade i Catalogue of Life.